# ماریانو دل فریولی
ماریانو دل فریولی (به ایتالیایی: Mariano del Friuli) یک کومونه در ایتالیا است که در استان گوریتزیا واقع شده‌است.

## خصوصیات
ماریانو دل فریولی ۸ کیلومترمربع مساحت و ۱٬۵۳۸ نفر جمعیت دارد و ۳۲ متر بالاتر از سطح دریا واقع شده‌است.